# قدر المرق

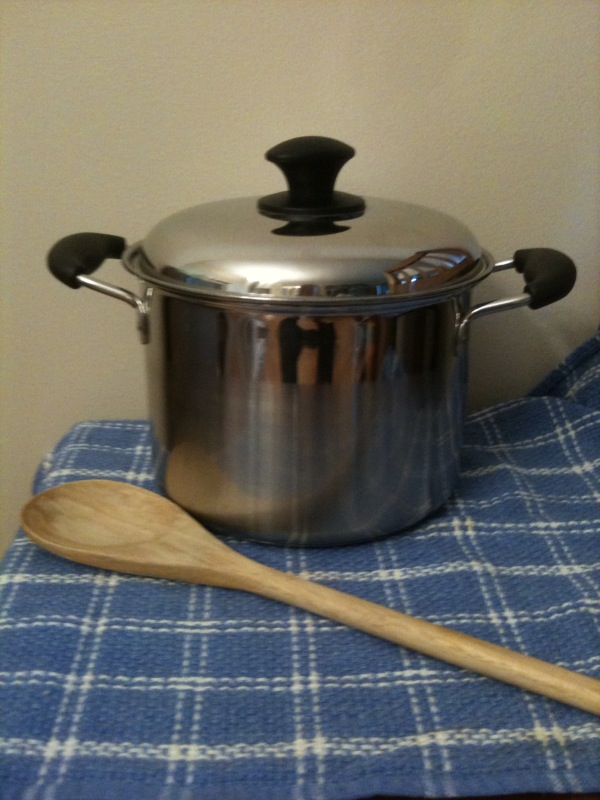
قدر من الفولاذ المقاوم للصدأ.

قدر المرق أو قدر الضغط هو اسم متعارف عليه ومشهور لأحد أكثر أنواع أواني الطهي شيوعًا في جميع أنحاء العالم. ويستخدم قدر الضغط بشكل تقليدي في صنع المرق والارز، والتي يمكن أن تكون أساسا لوصفات الطبخ أكثر تعقيدًا.

## نبذة
هو عبارة عن إناء عريض بقاع مسطح، وجوانب مستقيمة، وفتحة واسعة لقطر الإناء بالكامل، ومقبضين على الجانبين، وغطاء بمقبض في الأعلى. نشر الشيف الفرنسي أوغست إسكوفيه (1846-1935) «دليل فن الطبخ الحديث» في عام 1907، وفي الصفحة الأولى كتب إسكوفيه: «الأسهم هي الفكرة الرئيسية لهيكل الطهي» في المطبخ الفرنسي. يتم تحضير المرق أو الطبخة عن طريق غلي الماء لعدة ساعات، وذلك لطهي الأطعمة المضافة باستمرار مثل قطع اللحم، أو عظام اللحوم، أو الأسماك، أو الخضار، حيث تنقل عملية الغليان البطيء النكهات والألوان والعناصر الغذائية إلى الماء حيث تمتزج، وبالتالي يتم إنشاء مكون جديد، المرق أو الطبخة.
ينتج عن المرق المصنوع من اللحم أو عظام اللحوم قاعدة ذات نكهات ورائحة زكية مميزة، حتى بدون إضافة الملح أو الأعشاب أو البهارات، وهذا ما يشار إليه بقاعدة الحساء. ويستخدم قدر الضغط أيضًا لطهي اليخنات والعصيدة والأطعمة المسلوقة والمحار المطهو على البخار، ومجموعة متنوعة من الوصفات.

## المهام
تتنوع مهام قدر الضغط بشكل كبير، حيث يُستخدم في العديد من أغراض الطهي، وأحيانًا لأغراض غير متعلقة بالطهي، فيمكن استخدام قدر الضغط الكبير في المنزل لغلي الملابس أو الصوف أو الغزل للصبغ بالألوان على سبيل المثال. لا تأتي قدور الضغط بأحجام معينة، ويُذكر حجم القدر عادةً على ملصق الشركة المصنعة حسب الحجم، على سبيل المثال 12 لترًا.
ومن المواد الأكثر شيوعا وانتشارًا لتصنيع قدر الضغط هي الفولاذ المقاوم للصدأ أو الألومنيوم أو النحاس أو المينا (المينا الزجاجي) على المعدن، وتعتبر أنواع الأواني الأكثر تكلفة هي ذات القاع المصنوع من طبقات كثيرة من معادن مختلفة، وذلك لتعزيز التوصيل الحراري.